# 3449 Abell
3449 Abell è un asteroide della fascia principale. Scoperto nel 1978, presenta un'orbita caratterizzata da un semiasse maggiore pari a 3,0752517 UA e da un'eccentricità di 0,1615503, inclinata di 2,04737° rispetto all'eclittica.